# Табу (актриса)
Табасум Фатима Хашми (родена на 4 ноември 1971 г.), известна като Табу, е индийска актриса, която работи предимно във филми на Боливуд. Считана за една от най-талантливите актриси в киното на хинди, тя често играе проблемни жени, от измислени до литературни, както в масовото, така и в независимото кино. Носителка е на множество отличия, включително две национални филмови награди, седем награди Filmfare (включително рекордните пет награди на критиците за най-добра актриса) и две награди от церемонията Filmfare Awards South. През 2011 г. е наградена с Падма Шри, четвъртото най-високо гражданско призвание.